# Tezale Archie
Tezale Archie (Fresno, 14 marzo 1977) è un ex cestista statunitense, professionista nella NBDL e in Europa.